# Georg Friedrich Kaulfuß
Georg Friedrich Kaulfuß, auch Kaulfuss, (* 8. April 1786 in Leipzig, Königreich Sachsen; † 9. Dezember 1830 in Halle (Saale), Preußen) war ein sächsischer, deutscher Botaniker. Sein Autorenkürzel lautet Kaulf.

## Leben und Wirken
Sein Vater Christian Friedrich Kaulfuß war beider Rechte Doktor und Rittergutsbesitzer, seine Mutter Catharina Elisabeth, eine geborene Grosser. Bis zum 15. Lebensjahr wurde er durch Hauslehrer unterrichtet.
1812 entdeckte er in der Steiermark das Moos Oreoweisa bruntonii. Er beschrieb auch Grimmia elongata.
1816 promovierte er in Halle zum Dr. jur. et phil.
Er wurde 1816 Privatdozent, 1823 a.o. und 1828 o. Professor der Botanik. Am 20. März 1819 (Matrikel-Nr. 1134) wurde er mit dem Beinamen Magus zum Mitglied der Leopoldina gewählt.

## Ehrungen
Nach Kaulfuß benannt ist die Gattung Kaulfussia Nees aus der Familie der Korbblütler (Asteraceae).

## Schriften
- Enumeratio filicum: quas in itinere circa terram legit cl. Adalbertus de Chamisso adjectis in omnia harum plantarum genera permultasque species non satis cognitas vel novas animadversionibus. Carl Cnobloch, Leipzig 1824 (Archive)
- Erfahrungen über das Keimen der Charen. Carl Cnobloch, Leipzig 1825 (Google Books)